# BYD Song Plus
BYD Song Plus – samochód osobowy typu SUV klasy średniej produkowany pod chińską marką BYD od 2020 roku.

## Historia i opis modelu

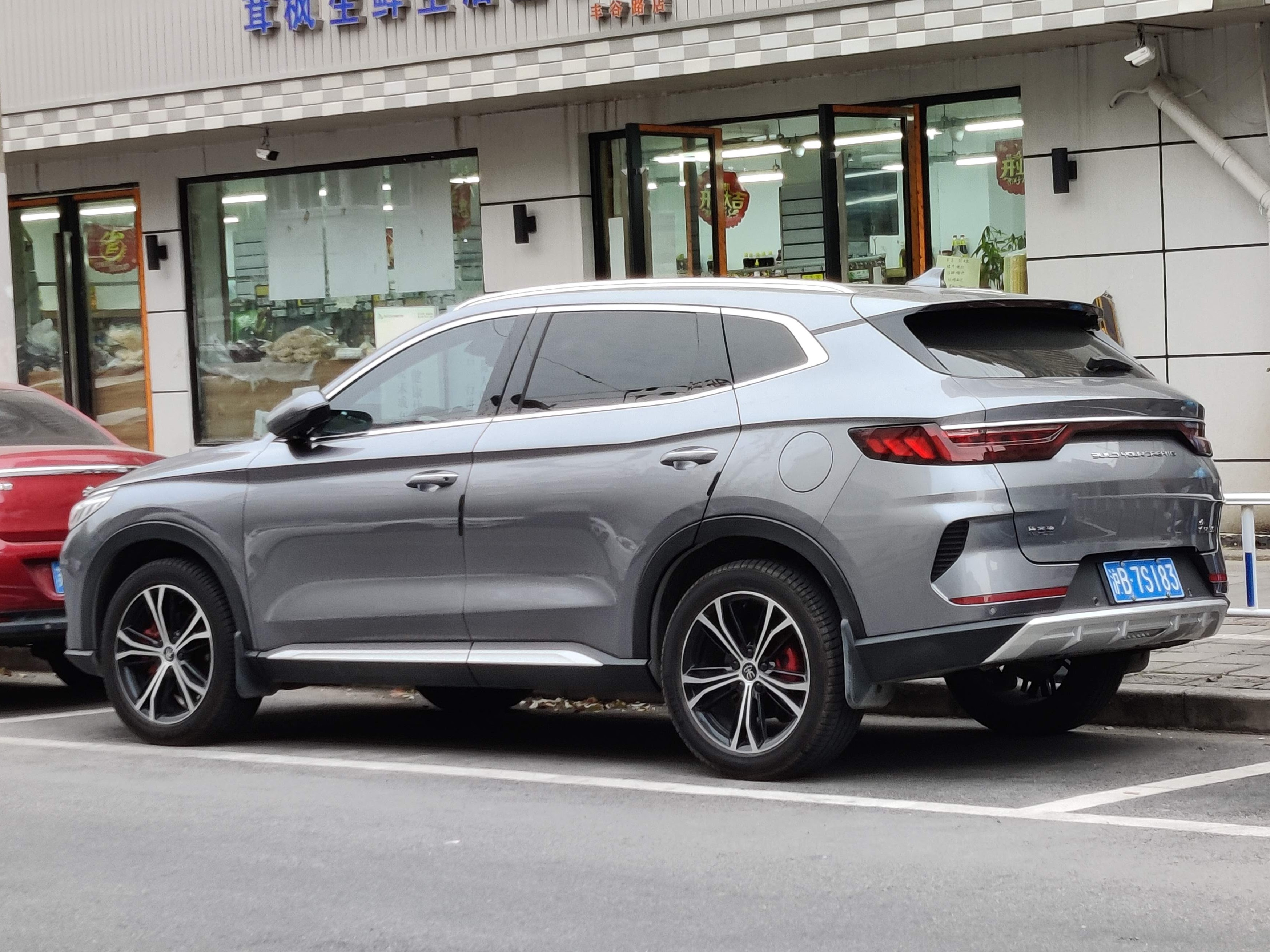
BYD Song Plus - tył

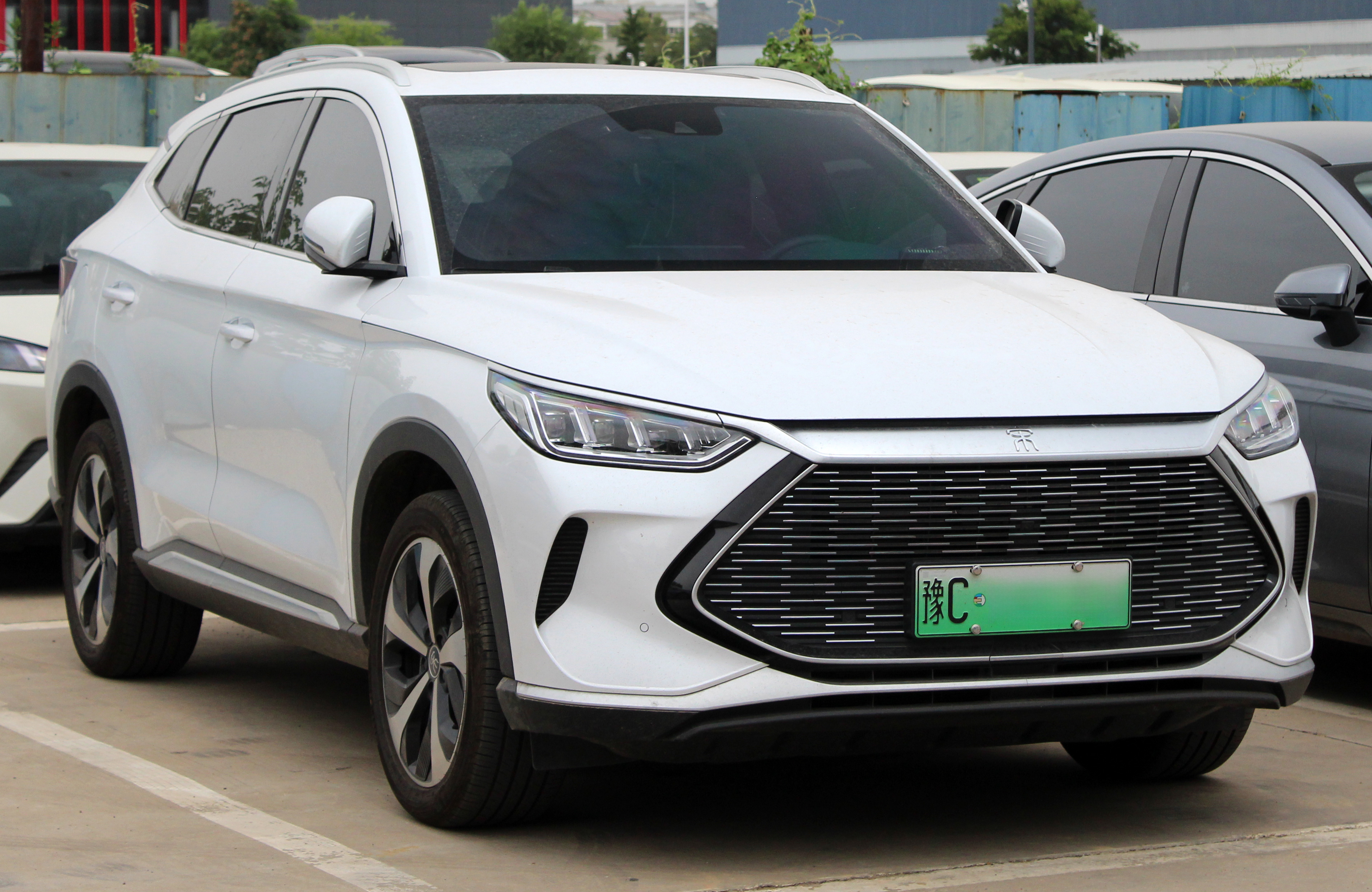
BYD Song Plus DM-i

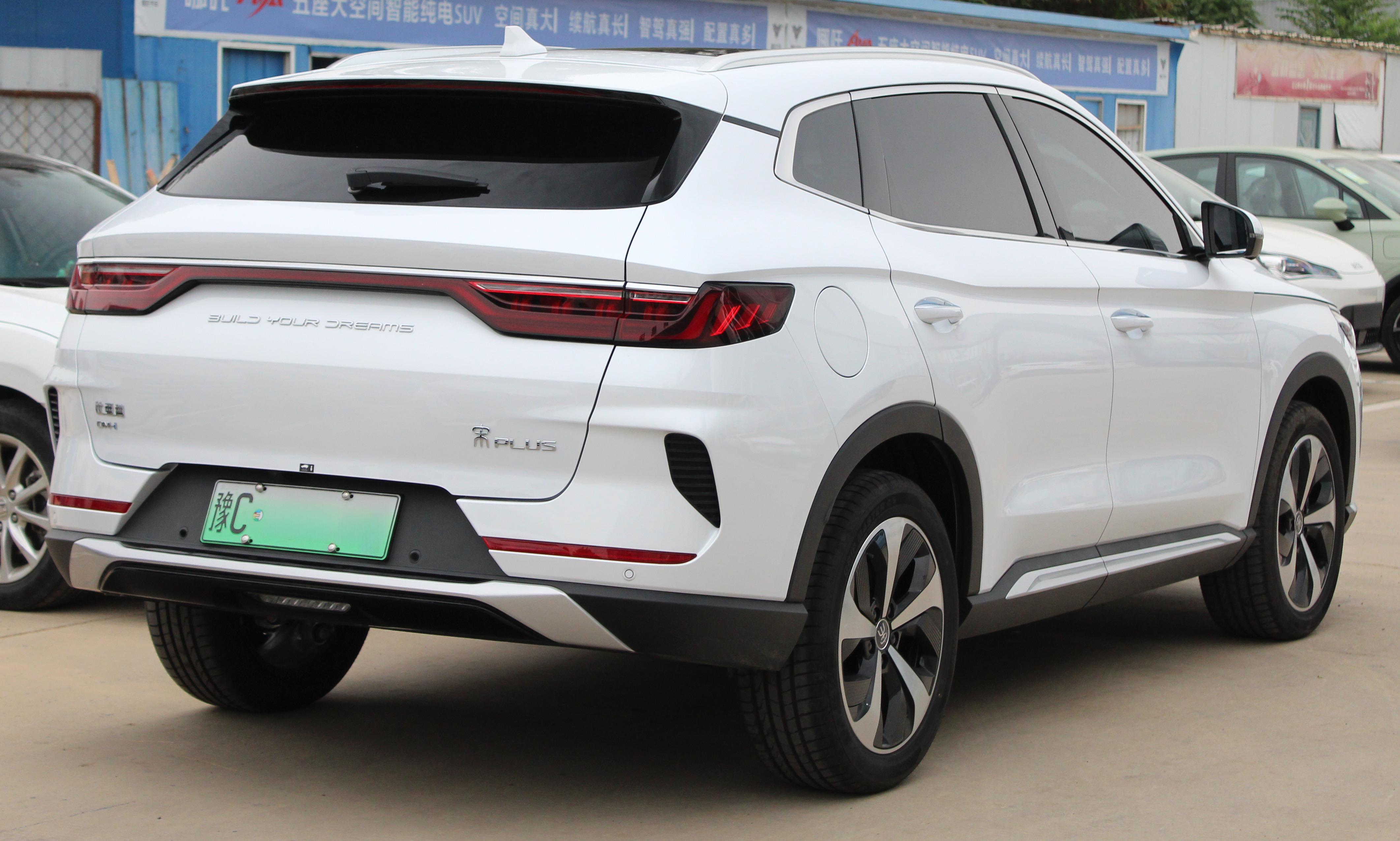
BYD Song Plus DM-i - tył

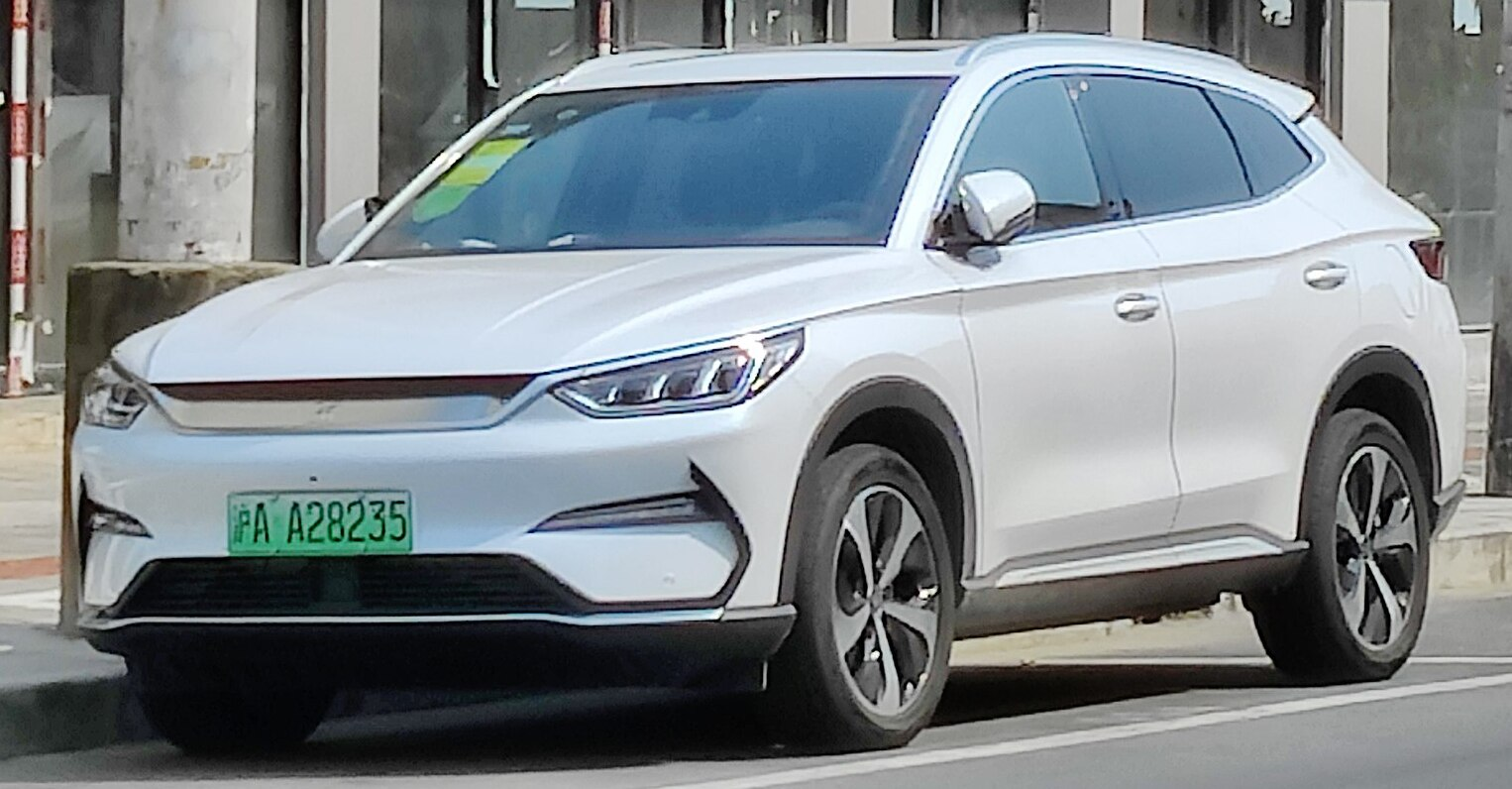
BYD Song Plus EV

We wrześniu 2020 roku BYD zdecydował się poszerzyć rodzinę średniej wielkości SUV-ów Song o trzeci i największy model Song Plus. Spośród nich zachował on najbardziej luksusowy charakter, plasując się pomiędzy modelami Song Pro i Tang. W porównaniu do pokrewnego Songa Pro, model Song Plus odróżniły oble ukształtowane nadkola, a także łagodnie opadająca linia dachu z niewielką powierzchnią szyb.
Poza tym, samochód utrzymano w języku stylistycznym Dragon Soul autorstwa niemieckiego stylisty Wolfganga Eggera, z agresywnie stylizowanymi reflektorami wykonanymi w technologii Matrix LED oraz dużym, trapezoidalnym wlotem powietrza.
Kabina pasażerska została zaprojektowana w awangardowym wzornictwie, charakteryzując się tzw. pływająco ukształtowaną konsolą centralną, którą płynnie połączono z deską rozdzielczą, a także gradientową barwą wykorzystanych materiałów wykończeniowych. Deskę rozdzielczą przyozdobiły trzy wyświetlacze, na czele z masywnym, obracającym się w zakresie 90 stopni ekranem dotykowym systemu multimedialnego i ekranem wkomponowanym w listwę przed pasażerem z m.in. wskazaniami pogody.

### Song Plus EV
W 2021 roku ofertę uzupełnił także wariant o napędzie elektrycznym i hybrydowym, który zgodnie z nową polityką BYD-a otrzymał inną stylistykę pasa przedniego. Pod charakterystyczną chromowaną listwą między reflektorami w stylu modelu Han EV, w przypadku Songa Plus EV zrezygnowano z wlotu powietrza na rzecz pozbawionego otworów panelu w kolorze nadwozia. Od flagowej limuzyny BYD Song Plus EV zapożyczył także nową baterię Blade Battery, oferując dwa warianty napędowe: 161 lub 181 KM. Odmiana hybrydowa odróżniła się od modelu spalinowego z kolei dużym, sześciokątnym wlotem powietrza dominującym pas przedni.

### Sprzedaż
BYD Song Plus powstał początkowo wyłącznie z myślą o wewnętrznym rynku chińskim, gdzie trafił on do regularnej sprzedaży tuż po debiucie we wrześniu 2020 roku. Samochód odniósł duży sukces rynkowy, szybko stając się jednym z najpopularniejszych nowych samochodów w Chinach, by na początku 2023 roku być najlepiej sprzedającym się nowym pojazdem w kraju. W międzyczasie, w 2022 roku BYD rozpoczął ekspansję Songa Plus na rynki zagraniczne, poczynając w marcu 2022 od Kolumbii. W listopadzie zasięg rynkowy objął Brazylię, a w marcu 2023 Chile. Wariant sprzed restylizacji ograniczono wyłącznie do Ameryki Łacińskiej, który pozostał po 2023 roku w produkcji pomimo prezentacji nowszego wariantu po liftingu oferowanego w innych regionach świata.

### Silnik
- R4 1.5l Turbo 185 KM

### Song Plus FL

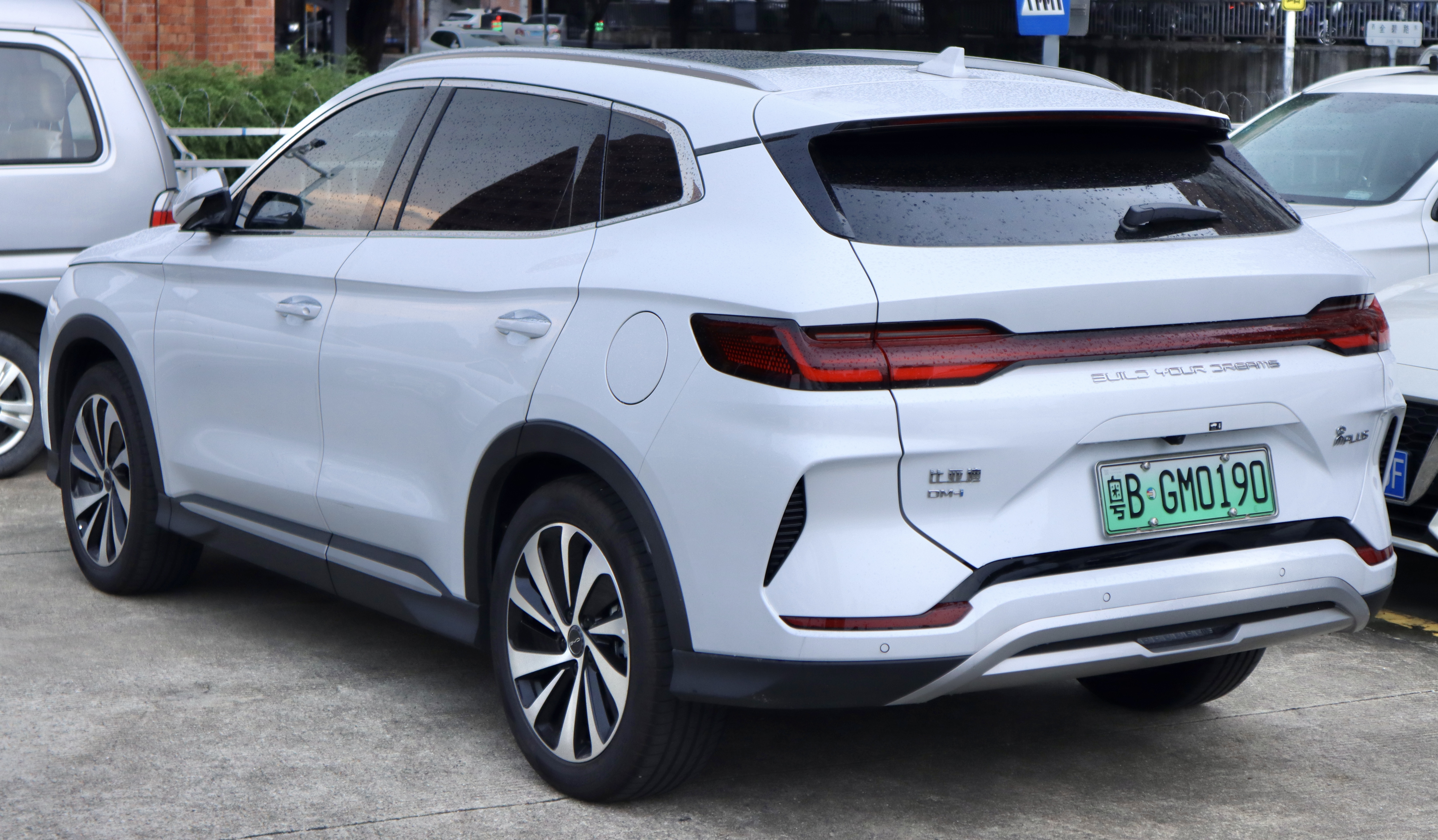
BYD Song Plus FL DM-i - tył

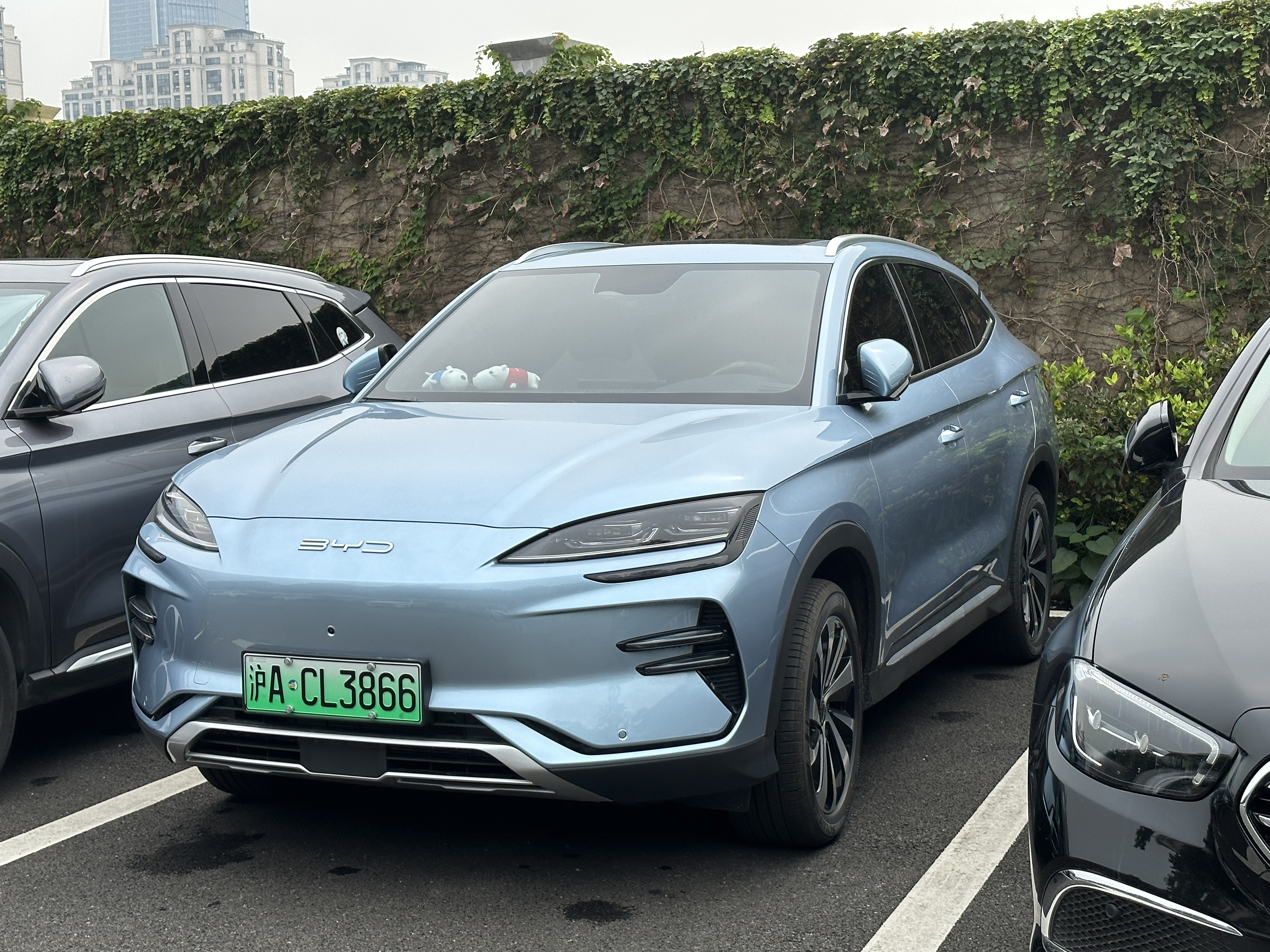
BYD Song Plus FL EV

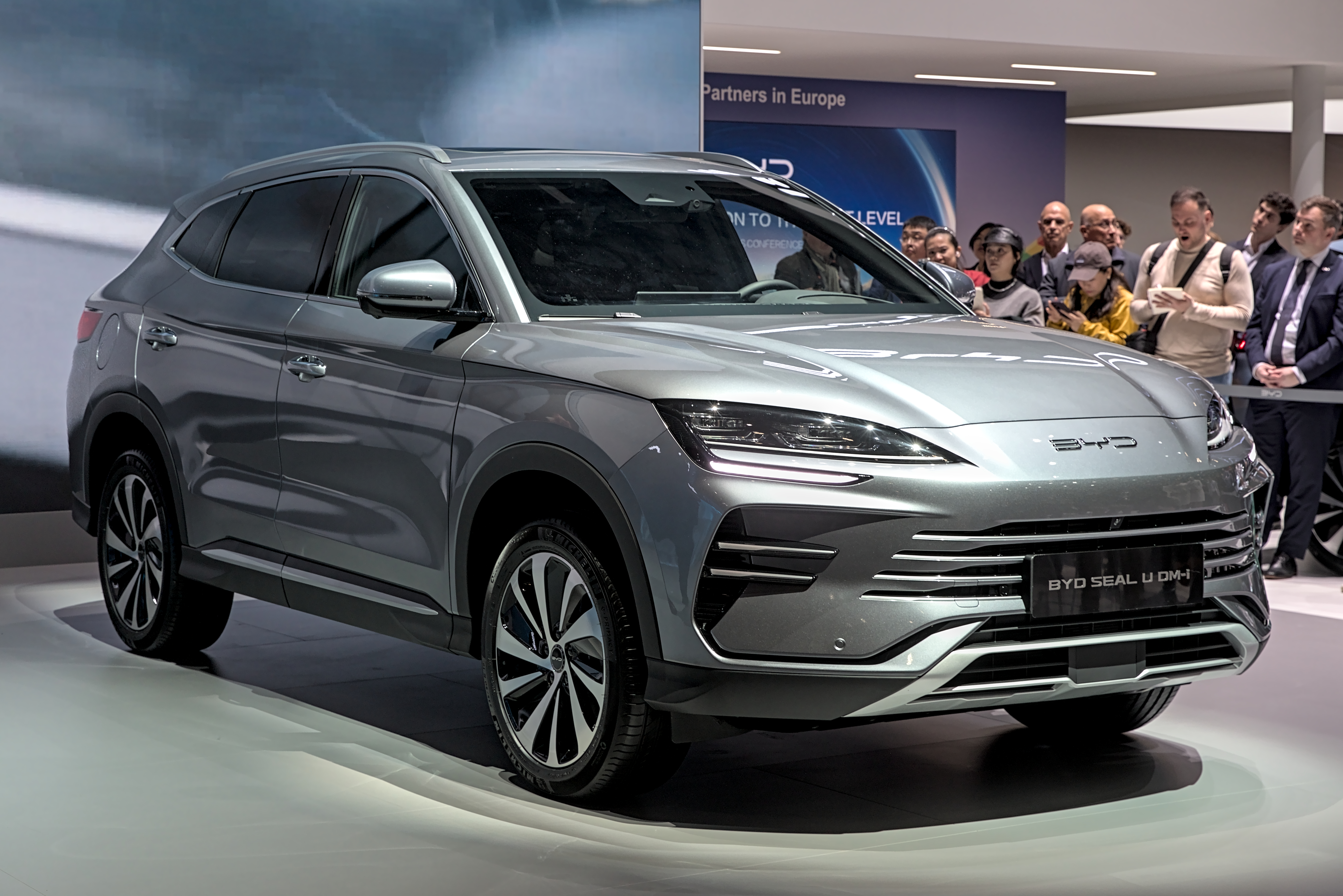
europejski BYD Seal U DM-i

BYD Song Plus FL został zaprezentowany po raz pierwszy w 2023 roku.
Po 3 latach produkcji BYD Song Plus przeszedł rozległą restylizację, w ramach której wygląd pojazdu został dostosowany do nowej generacji języka stylistycznego firmy koordynowanego przez Wolfanga Eggera. Pas przedni został upodobniony do elektrycznego modelu Seal, zyskując inaczej ukształtowane reflektory w kształcie litery "C", a także niżej osadzony trapezoidalny wlot powietrza pokryty lakierem w przypadku wariantu hybrydowego lub czysty, pozbawiony wlotów element dla odmiany elektrycznej. 
Tylna część nadwozia otrzymała przeprojektowany zderzak i inaczej poprowadzoną listwę świetlną między lampami, z kolei w kabinie pasażerskiej przemodelowano koło kierownicy, materiały wykończeniowy kokpitu i większy, 15,6 calowy ekran dotykowy systemu multimedialnego.

### Sprzedaż
W lipcu 2023 przedstawiono wariant na potrzeby rynków Europy Zachodniej, dla której zdecydowano się na nazwę BYD Seal U W maju 2024 zaprezentowana z kolei została odmiana na rynek australijski i nowozelandzki pod nazwą BYD Sealion 6, tutaj ograniczając się z kolei tylko do napędu hybrydowego. W czerwcu 2024 uruchomiono produkcję w drugim po Chinach zakładzie na potrzeby rynków Azji Środkowej, Uzbekistanie, a miesiąc później - dla regionu Azji Południowo-Wschodniej, w Tajlandii. We wrześniu tego samego roku z kolei oficjalnie zainaugurowano sprzedaż na rynku polskim, zarówno w wersji elektrycznej, jak i hybrydowej.

### Dane techniczne
W przeciwieństwie do wersji z 2020 roku, BYD Seal Plus po restylizacji trafił do sprzedaży bez możliwości wyboru wariantu czysto spalinowego, ograniczając się do odmiany w pełni elektrycznej Seal Plus EV lub hybrydowej typu plug-in, Seal Plus DM-i. Podstawowy wariant elektryczny otrzymał silnik o mocy 218 KM i 310 Nm maksymalnego momentu obrotowego, z 73 kWh baterii i do 360 kilometrów zasięgu w trybie mieszanym. Droższy, z baterią 89 kWh, umożliwił przejechanie do 425 kilometrów zasięgu maksymalnego w trybie mieszanym.
W przypadku modelu hybrydowego DM-i, podstawowy wariant współtworzony przez benzynowy 1,5-litrowy silnik napędzający przednią oś rozwinął moc 218 KM, rozwijając 100 km/h w 8,9 sekundy i do 80 kilometrów czysto elektrycznego zasięgu. Droższy, 324-konny wariant zyskał dwie jednostki elektryczne przenoszące moc na obie osie, rozpędzając się do 100 km/h w  5,9 sekundy i osiągając do 70 kilometrów czysto elektrycznego zasięgu.